# Mahesana (huyện)
Huyện Mahesana là một huyện thuộc bang Gujarat, Ấn Độ. Thủ phủ huyện Mahesana đóng ở Mahesana. Huyện Mahesana có diện tích 4386 ki lô mét vuông. Đến thời điểm năm 2001, huyện Mahesana có dân số 1837696 người.